# クリン (モスクワ州)
座標: 北緯56度20分 東経36度42分 / 北緯56.333度 東経36.700度

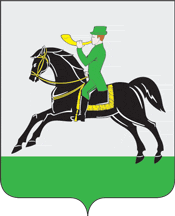
クリンの市章

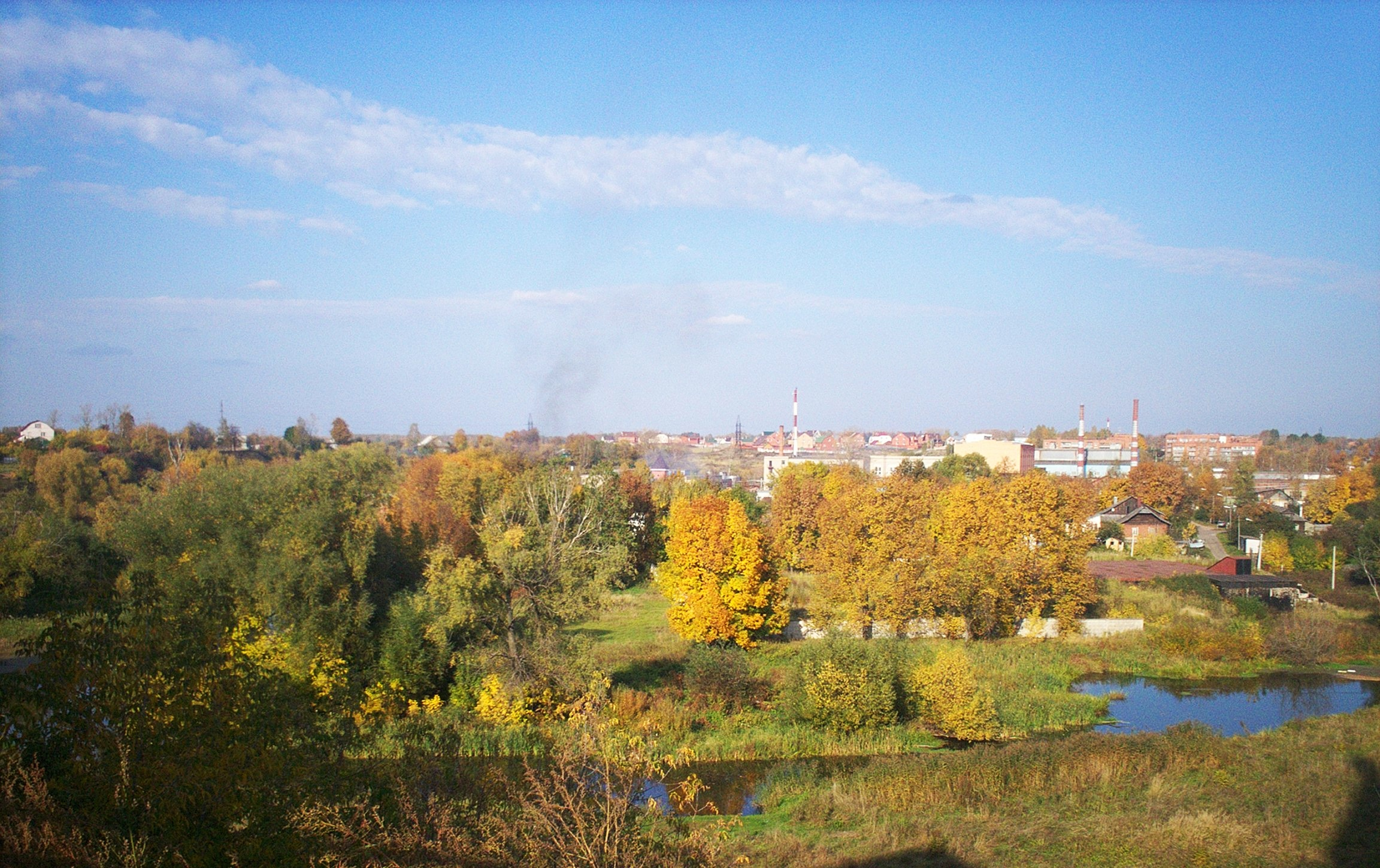
クリン市街とセストラ川の眺め

クリン（ロシア語: Клин、ラテン文字表記の例: Klin）は、ロシアのモスクワ州にある都市。人口は8万8511人（2021年）。首都モスクワの85キロメートル北西に位置し、モスクワとサンクトペテルブルクを結ぶモスクワ・サンクトペテルブルク鉄道やM10幹線道路が通る交通の要衝である。ヴォルガ川の支流ドゥブナ川へ流れる、セストラ川に沿う。

## 歴史

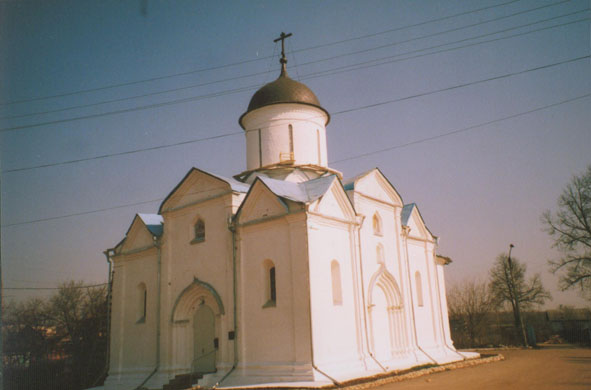
生神女就寝大聖堂

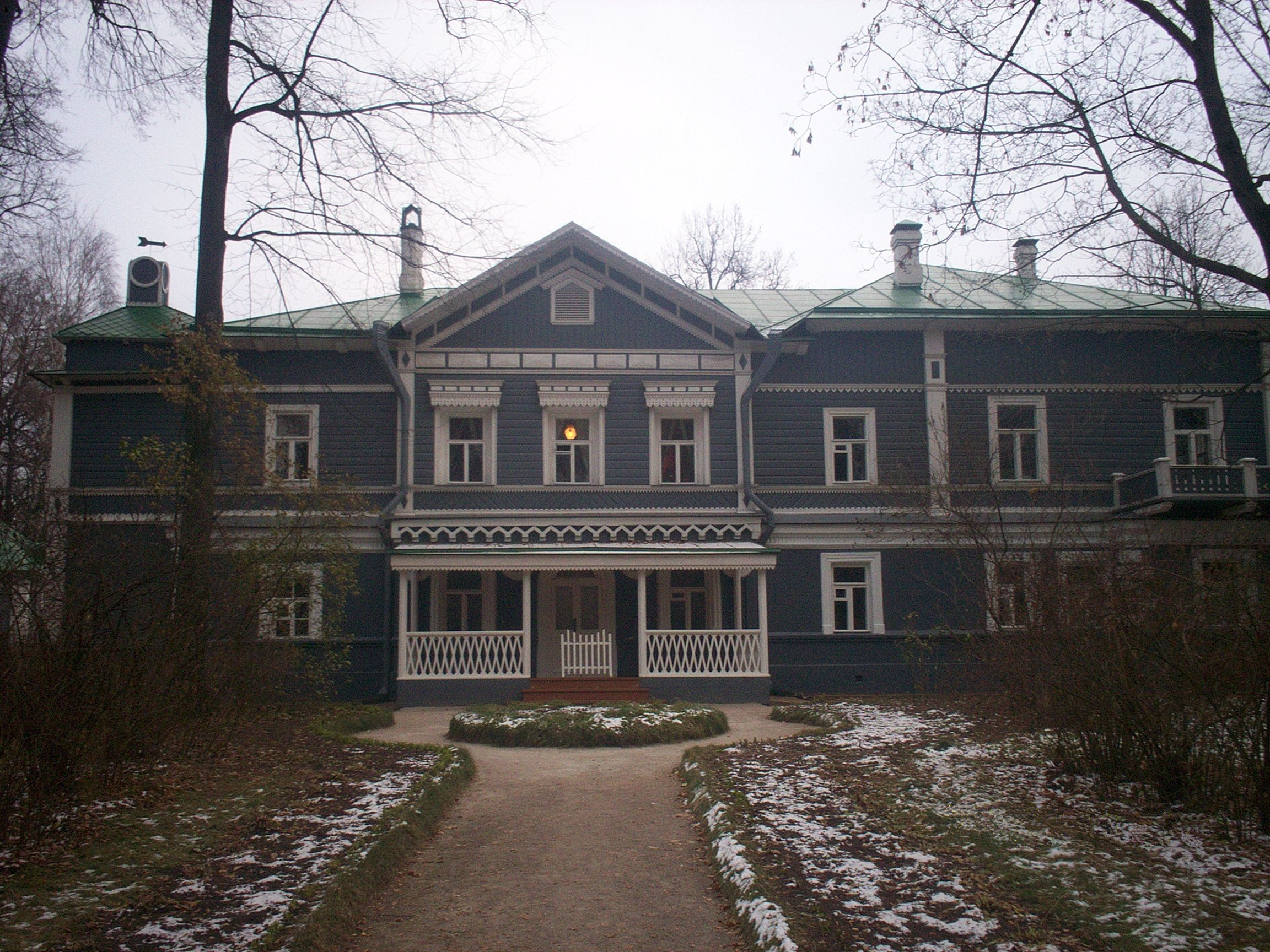
ピョートル・チャイコフスキーの旧宅。現在は博物館となっている

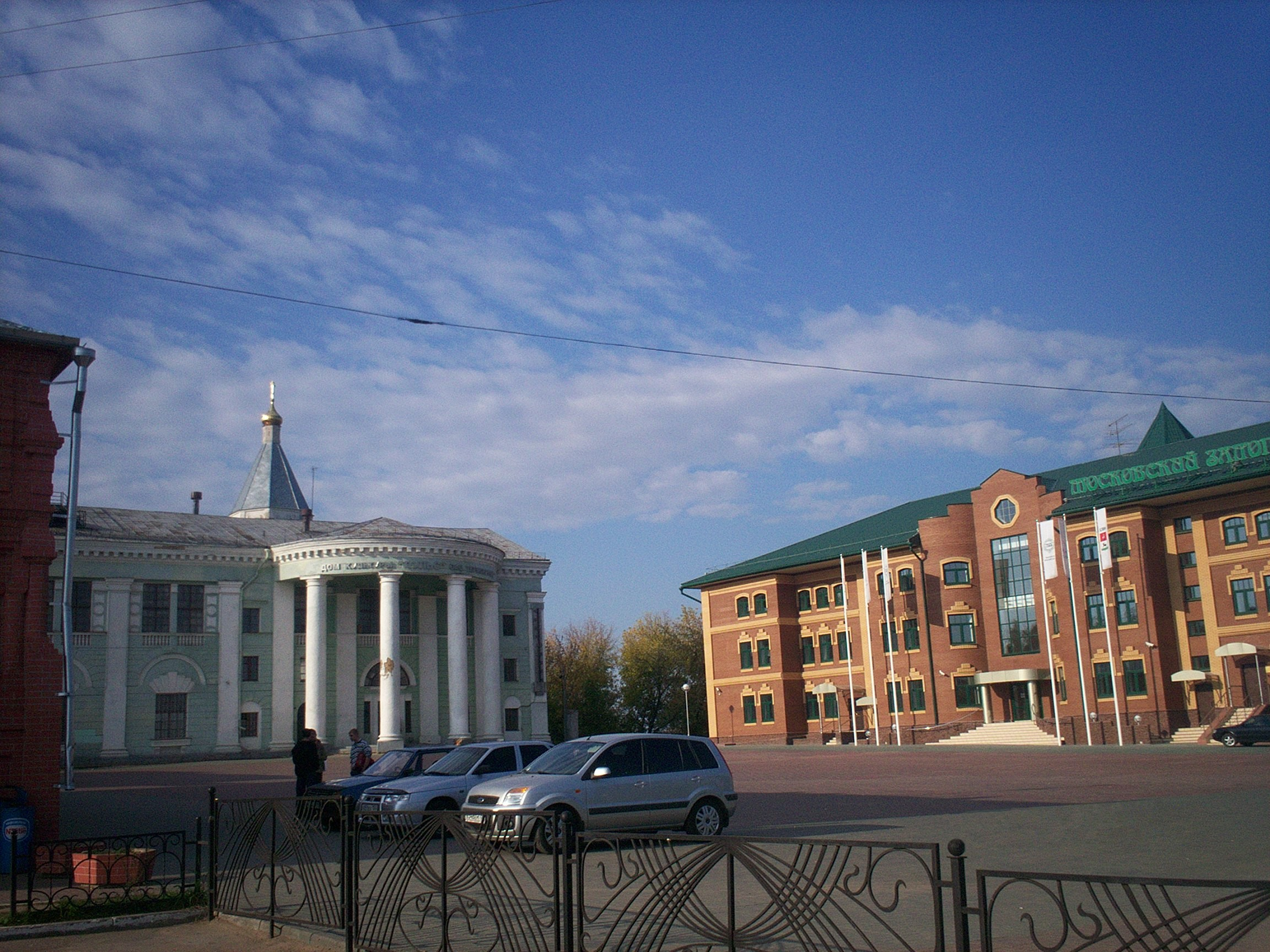
クリンのソビエト広場

クリンが記録に初出するのは1317年と早い。要塞の町だったクリンはモスクワとトヴェリの間の争奪の対象となっており、1482年にトヴェリ大公国がモスクワ大公国に編入されるとクリンもモスクワ大公国の一部となった。
1781年にクリンは市となり、新古典主義建築による都市計画が施行された。1851年のモスクワ・サンクトペテルブルク鉄道建設でクリンの産業は発展し、ソ連時代には化学工業が集積する産業都市となった。
1941年暮れ、独ソ戦のモスクワの戦いでは、クリンはモスクワに迫るドイツ国防軍と防衛する赤軍との間の激戦地となった。11月23日にドイツ軍はクリンを占領したが、12月15日に赤軍西部戦線の攻撃により奪還された。この戦いでクリンは大きく破壊された。

## 文化
クリンに位置する聖堂でも最も有名なものには、生神女就寝修道院の一部で16世紀に建てられた生神女就寝大聖堂や、1712年に建てられたロシア・バロック様式の復活大聖堂がある。
クリンの有名な住民には、作曲家ピョートル・チャイコフスキーがおり、後半生にはクリンで『眠れる森の美女』や『くるみ割り人形』を書いた。その旧宅は現在も公開され博物館となっている。

## 姉妹都市
- ラッペーンランタ、フィンランド
- オルリー、フランス
- 眉山市、中国
- クルィチャウ、ベラルーシ
- en:Byerazino、ベラルーシ